# Masato Yokota
Masato Yokota (jap. 横田真人 Yokota Masato; ur. 19 listopada 1987 w Tokio) – japoński lekkoatleta, średniodystansowiec.
Wielokrotny mistrz kraju. W 2006 zdobył dwa złote medale (w biegu na 800 metrów oraz sztafecie 4 x 400 m) podczas Mistrzostw Azji Juniorów w Lekkoatletyce.  18 października 2009 przebiegł dystans 800 metrów w czasie 1:46,16 i pobił o 0,02 sekundy 15-letni rekord Japonii Tomonari Ono.
W 2012 odpadł w eliminacjach podczas igrzysk olimpijskich w Londynie.

## Rekordy życiowe
- bieg na 800 metrów – 1:46,16 (2009) do 2014 rekord Japonii